# Vizovice (stacja kolejowa)
Vizovice – stacja kolejowa w Vizovicach, w kraju zlińskim, w Czechach. Jest stacją końcową linii z Uherské Hradiště. Znajduje się na wysokości 285 m n.p.m.
Na stacji istnieje możliwość zakupu biletów na wszystkiego rodzaju pociągi oraz rezerwacji miejsc. 

## Linie kolejowe
- 331 Otrokovice - Vizovice